# East European Hockey League
Die East European Hockey League war eine multinationale Eishockeyliga, der Vereine aus dem Gebiet der ehemaligen Sowjetunion angehörten. Die Liga bestand von 1995 bis 2004, wurde aber 2004 aufgrund der Aufnahme der Spitzenclubs aus Kiew, Riga und Liepāja in die belarussische Liga aufgelöst.

## Geschichte
Die Liga wurde 1995 durch Mannschaften der ehemaligen sowjetischen Teilrepubliken Lettland, Litauen, Belarus und der Ukraine gegründet. Seit den Jahren ihrer Gründung stieg die Anzahl der teilnehmenden Mannschaften stetig und es schlossen sich weitere Länder an. Damit wurde den Spitzenclubs der einzelnen Staaten die Möglichkeit geboten, auf höherem Niveau als in ihren Heimatligen gegen die besten Clubs zwischen Ostsee und Schwarzem Meer zu spielen. Der Andrang auf Teilnahme an der EEHL war nach drei Jahren derart groß, dass die Liga 1998 in eine EEHL A und eine zweitklassige EEHL B unterteilt werden musste.
2004 entschied der belarussische Eishockeyverband, die höchste Spielklasse des Landes für Vereine anderer Länder zu öffnen. Die Spitzenclubs aus Kiew und Lettland wechselten daraufhin in die belarussische Extraliga, dies bedeutete gleichzeitig das Ende der EEHL.

## Meister
- 1995/96  HK Njoman Hrodna
- 1996/97  Juniors Riga
- 1997/98  HK Sokil Kiew
- 1998/99  HK Sokil Kiew
- 1999/00  HK Berkut Kiew
- 2000/01  HK Berkut Kiew
- 2001/02  HK Liepājas Metalurgs
- 2002/03  HK Keramin Minsk
- 2003/04  HK Keramin Minsk

## Mannschaften
|              |                    | 1995/96 | 1995/96 | 1996/97 | 1996/97 |
| ------------ | ------------------ | ------- | ------- | ------- | ------- |
| Belarus 1995 | HK Njoman Hrodna   | 1.      | Meister | 3.      | HF      |
| Belarus 1995 | Polimir Nawapolazk | 2.      | 3.      | 2.      | HF      |
| Belarus 1995 | Belstal Schlobin   | 3.      | 4.      | –       | –       |
| Belarus 1995 | HK Junost Minsk    | 8.      | 8.      | 6.      | VF      |
| Belarus 1995 | Tiwali Minsk       | –       | –       | 4.      | VF      |
| Lettland     | Juniors Riga       | 4.      | 2.      | 5.      | Meister |
| Ukraine      | HK Sokil Kiew      | 5.      | 5.      | 1.      | F       |
| Ukraine      | HK Kryschynka Kiew | 6.      | 7.      | 8.      | VF      |
| Litauen 1989 | SC Energija        | 7.      | 6.      | 9.      | VF      |
| Polen        | Olimpia Sosnowiec  | –       | –       | 7.      | –       |